# Biskupi sremscy
Biskupi sremscy - lista biskupów sremskich

## Diecezja sremska (IV w. - 885)
- ok. 304 r.: bp Irenaeus
- 325-335: bp Domnus lub Dominus
- ok. 335-343: bp Eutherius
- ok. 343-351: bp Photinus
- 351-376: bp Germinius
- ok. 376-392: bp Anemius
- ok. 392-404: bp Comelius
- 401-417: bp Laurentius?
- ok. 595: bp Sebastian
- 870-885: bp Metody

## Druga diecezja sremska (1231-1773)
- 1231–1364: brak danych
- 1364–1368: bp Demeter (Dömötör)
- 1368–1482: brak danych
- 1482–1489: bp Johann Vitéz
- ok. 1490: bp Stephan
- 1489–1537: brak danych
- 1537–1578: Sediswakancja
- 1578-ok. 1720: brak danych
- ok. 1720: bp Franjo Vernić
- 1733–1752: bp Ladislav Szörényi
- 1753-przed 1762: bp Nicolò Gyvovich
- 1762–1770: bp Ivan Krstitelj Paxy (1762-1770)
- 1770–1773: Sediswakancja

## Diecezja bośniacka wĐakovie(1773-1963)
- 1773-przed 1806: bp Matteo Francesco Kertiza
- 1806–1815: bp Anton Mandic
- 1816–1830: bp Emeric Karol Raffay
- 1834-przed 1849: bp Giuseppe de Kukovich
- 1849–1905: bp Josip Juraj Strossmayer
- 1905–1910: Sediswakancja
- 1910–1916: bp Giovanni Battista Krapàc
- 1920–1942: bp Antonio Akšmović
- 1942–1959: Sediswakancja
- 1959–1963: bp Stjepan Bauerlein

## Diecezja dakovo-sremska (1963-2008)
- 1963–1973: bp Stjepan Bauerlein
- 1974–1997: bp Ćiril Kos
- 1997–2008: bp Marin Srakić

## Diecezja sremska (od 2008 r.)
- od 2008 r.: bp Djuro Gašparović